# XXIV. Armeekorps (Wehrmacht)
Das XXIV. Armeekorps des Heeres der deutschen Wehrmacht, mit vollem Titel Generalkommando XXIV. Armeekorps, anfangs Generalkommando der Grenztruppen Saarpfalz, später XXIV. Armeekorps (mot.) und XXIV. Panzerkorps, war die Bezeichnung für die entsprechende Kommandobehörde aber auch für den Großverband aus mehreren Divisionen und eigenen Korpstruppen, der von diesem Generalkommando geführt wurde und unter dem Oberbefehl einer Armee oder Heeresgruppe stand.

## Geschichte

### Aufstellung
Das „Generalkommando der Grenztruppen Saarpfalz“ wurde im Oktober 1938 in Kaiserslautern im Wehrkreis XII unter dem General der Pioniere Walter Kuntze als eines von drei Generalkommandos der Grenztruppen aufgestellt. Am 26. August 1939 wurde das Korps mobilisiert und am 17. September des gleichen Jahres in „XXIV. Armeekorps“ umbenannt.

### 1939/40
Bei Kriegsausbruch unterstanden dem Generalkommando neben drei Infanterie-Divisionen mehrere Grenz-Infanterie-Regimenter. Das Korps war vom Beginn des sogenannten Sitzkriegs bis nach Ende des Westfeldzugs der 1. Armee der Heeresgruppe C unterstellt und verhielt sich weitgehend defensiv an der Westgrenze. In der Endphase des Westfeldzugs im Juni 1940 nahm das Generalkommando unter Führung von General Geyr von Schweppenburg mit der 252., 257. und 268. Infanterie-Division nördlich von Bitsch am Durchbruch durch die Maginot-Linie teil. Danach blieb es bis November 1940 im deutsch besetzten Frankreich, wonach es in die Heimat verlegt und in ein motorisiertes Armeekorps umgewandelt wurde.

### 1941
Im Mai 1941 erfolgte die Verlegung ins deutsch besetzten Polen zur Heeresgruppe Mitte, wo das Generalkommando im Raum Brest-Litowsk der Panzergruppe 2 unter Generaloberst Heinz Guderian unterstellt wurde. Mit Beginn des Angriffes auf die Sowjetunion überschritt das XXIV. mot. Korps am 22. Juni mit der 3. und 4. Panzer-Division den Bug bei Kodeń. Als Reserve wurde die 10. mot. Infanterie-Division nachgeführt, während die rechte Flanke durch die 1. Kavallerie-Division gedeckt wurde.
Mit dem Durchbruch über Kobryn und Slonim war das Korps an der Kesselschlacht bei Białystok und Minsk beteiligt und erreichte Ende Juni die Beresina bei Bobruisk. Nach der Kesselschlacht bei Smolensk wurde das Korps zusammen mit dem XXXXVII. mot. Armeekorps nach Süden abgedreht, um an der Schlacht um Kiew teilzunehmen. Mitte September wurde durch die 3. Panzer-Division Romny erreicht und bei Lochwitza die Verbindung mit dem vom Süden nach Norden durchgebrochenen XXXXVIII. mot. Korps der Panzergruppe 1 hergestellt.
Bis Anfang Oktober erfolgte die Umgruppierung in Richtung Gluchow und im Rahmen der Operation Taifun der Durchbruch in Richtung auf Brjansk sowie anschließend der Vorstoß auf Tula. Während der sowjetischen Gegenoffensive im Winter 1941/42 musste sich das Korps von dort wieder nach Brjansk zurückziehen.

### 1942
Nach einer Auffrischung im Mai wurde es im Juni 1942 der 4. Panzerarmee der Heeresgruppe Süd unterstellt, um an der deutschen Sommeroffensive Fall Blau teilzunehmen. Im Juli erfolgte die Umbenennung in „XXIV. Panzerkorps“. Im August war das Korps während des Vormarschs auf Stalingrad und der Kesselschlacht bei Kalatsch zeitweise der 6. Armee unterstellt, bis das Generalkommando im September zur Verstärkung der ungarischen 2. Armee am mittleren Don abgegeben wurde. Dabei wurden ihr relativ kampfunerfahrene Divisionen unterstellt. Am 3. Oktober fiel der Kommandierende General Willibald von Langermann und Erlencamp bei einer Fahrt an die Front bei Storoschewoje durch Artilleriebeschuss.

### 1943
Im Januar 1943 wurde während der sowjetischen Operation Ostrogoschsk-Rossosch das Korps weitgehend vernichtet, der Gefechtsstand des Korps bei Schilin überrollt, der Kommandierende General Generalleutnant Martin Wandel kam dabei ums Leben und der Stab wurde zerstreut. Generalleutnant Arno Jahr, der vorübergehend die Führung des Korps übernahm, nahm sich am 20. Januar bei Podgornoje das Leben. Am Folgetag wurde sein Nachfolger Karl Eibl im Nebel von auf dem Rückzug befindlichen italienischen Truppen irrtümlicherweise angegriffen und getötet. Im Februar wurden die verbleibenden Truppen des Korps im Raum Starobelsk gesammelt und der Armeeabteilung Lanz unterstellt. Am 9. Februar übernahm General der Panzertruppe Walther Nehring die Führung des Korps. Es wurde nun bis Mai durch Zuführung neuer Verbände aufgefrischt.
Beim Unternehmen Zitadelle im Juli 1943 bildete das Korps die Reserve der Heeresgruppe Süd unter Erich von Manstein. Es kam hier jedoch nicht zum Einsatz, sondern wurde mit der 17. und 23. Panzer-Division sowie der SS-Panzergrenadier-Division „Wiking“ zur Abwehr der sowjetischen Donez-Mius-Offensive nach Süden verlegt. Direkt im Anschluss kam es bei der Abwehr der Belgorod-Charkower Operation zum Einsatz. Es folgten im Verband der 1. Panzerarmee Rückzugskämpfe aus dem Donbass Gebiet zum Dnjepr.
Anfang Oktober wurde das Generalkommando kurzweilig am rechten Flügel der 8. Armee eingesetzt um gegen den sowjetischen Brückenkopf bei Kanew vorzugehen. Darauf der 4. Panzer-Armee überstellt, zeichnete sich das Korps während der Kämpfe um Kiew aus. Im Dezember 1943 waren dem Generalkommando zeitweilig alle mobilen Einheiten entzogen, unterstellt waren in dieser Zeit die 34., 82. und 112. Infanterie-Division.

### 1944
Vor der im Januar 1944 einsetzenden Dnepr-Karpaten-Operation musste sich das Korps in den Raum Winniza zurückziehen, wo es der 1. Panzerarmee unterstellt wurde, mit der es im März in den Kessel von Kamenez-Podolski geriet. Dabei waren der Gruppe Nehring die 16. Panzerdivision, 101. Jäger- sowie 208. und 371. Infanterie-Division zugeteilt. Nach dem Ausbruch lag das Generalkommando Anfang April bis zum Herbst 1944 im Verband der 4. Panzer-Armee in Galizien und im Karpatenvorland. Während der Lemberg-Sandomir-Operation durch die 1. Ukrainische Front waren dem Kommando am 13. Juli die 100. Jäger-, 371. und die 75. Infanterie-Division unterstellt. Die Front an der Zlota Lipa, welche mit dem LIX. Armeekorps gehalten wurde, wurde nach dem sowjetischen Durchbruch auf Lemberg unhaltbar. Der Rückzugskampf wurde über Stryj zum oberen Dnjestr, über den San bis zur Weichsel geführt, wo die Errichtung des Brückenkopfes von Baranow durch die Sowjets nicht verhindert werden konnte. Im Winter 1944/45 wieder im Verband der 4. Panzerarmee, erfolgte die Umbildung zu einem „Panzerkorps neuer Art“.

### 1945
Am 12. Januar 1945 wurde das Korps, jetzt wieder unter General Nehring, durch die sowjetische Offensive aus dem Brückenkopf Baranow in der Weichsel-Oder-Operation beidseitig überflügelt und die unterstellte 16. und 17. Panzer-Division im Raum Kielce abgedrängt. Die bis zum 18. Januar vollständig isolierte "Gruppe Nehring" konnte sich nach viertägigen Abwehrkämpfen in einem „wandernden Kessel“ durchkämpfen und mit dem von der Warthe zur Hilfe eilenden Panzerkorps „Großdeutschland“ (Gruppe Saucken) die Verbindung herstellen und sich dann auf Glogau an der Oder zurückziehen. Mitte Februar scheiterten Entsatzversuche zur abgeschnittenen Festung Breslau. Anfang März führte das Generalkommando eine taktisch erfolgreiche Gegenoffensive bei Lauban durch und verhinderte Mitte März durch Gegenstösse den Durchbruch der 4. Ukrainischen Front bei Leobschütz und Neustadt. Zu Kriegsende kapitulierte das Korps Anfang Mai 1945 im Bestand der 1. Panzerarmee bei Budweis.

## Führung
Kommandierende Generale
- General der Pioniere Walter Kuntze – 1. Oktober 1938 bis 14. Februar 1940
- General der Kavallerie/General der Panzertruppe Leo Geyr von Schweppenburg – 14. Februar 1940 bis 7. Januar 1942
- General der Panzertruppe Willibald von Langermann und Erlencamp – 7. Januar bis 3. Oktober 1942 (gefallen)
- General der Panzertruppe Otto von Knobelsdorff – 3. Oktober bis 30. November 1942
- Generalleutnant Martin Wandel – 30. November 1942 bis 14. Januar 1943 (vermisst, gefallen)
- Generalleutnant Arno Jahr – 14. bis 20. Januar 1943 (m.st.F.b.; Suizid)
- Generalleutnant Karl Eibl – 20./21. Januar 1943 (gefallen)
- Oberst Otto Heidkämper – 21. Januar bis 9. Februar 1943 (m.st.F.b.)
- General der Panzertruppe Walther Nehring – 9. Februar 1943 bis 27. Juni 1944
- Generalleutnant Fritz-Hubert Gräser – 27. Juni bis 5. August 1944
- Generalleutnant Karl von Le Suire – 5.–20. August 1944 (m.d.F.b.)
- Generalleutnant Maximilian von Edelsheim – 20. August bis 22. September 1944 (m. d. F. b.)
- General der Panzertruppe Walther Nehring – 15. Oktober 1944 bis 19. März 1945
- Generalleutnant Hans Källner – 19. März bis 1. April 1945
- General der Artillerie Walter Hartmann – 1. April 1945 bis Kriegsende

## Gliederung

### Korpstruppen (Auswahl)
- Arko 143/424
- Korps-Nachrichten-Abteilung 424
- Korps-Nachschubführer 311/424

### Unterstellte Verbände
September 1939
- 6. Infanterie-Division
- 9. Infanterie-Division
- 36. Infanterie-Division
- 6 Grenz-Infanterie-Regimenter

Juni 1940
- 60. Infanterie-Division
- 252. Infanterie-Division
- 168. Infanterie-Division

Juni 1941
- 1. Kavallerie-Division
- 3. Panzer-Division
- 4. Panzer-Division
- 10. Infanterie-Division (mot.)

Juni 1942
- 377. Infanterie-Division
- 9. Panzer-Division
- 3. Infanterie-Division (mot.)

Dezember 1942
- 385. Infanterie-Division
- Teile 213. Sicherungs-Division
- Gruppe Fegelein
- 387. Infanterie-Division
- Teile 27. Panzer-Division

Juli 1943
- SS-Division „Wiking“
- 17. Panzer-Division
- 23. Panzer-Division

Januar 1945
- 16. Panzer-Division
- 17. Panzer-Division